# Alcantil
Alcantil est une ville brésilienne du centre de l'État de la Paraíba.
Sa population était estimée à 5 068 habitants en 2007. La municipalité s'étend sur 305 km2.